# 多羅班齊鄉 (阿拉德縣)
46°21′00″N 21°14′00″E / 46.35°N 21.2333°E
多羅班齊鄉（羅馬尼亞語：Comuna Dorobanți, Arad），是羅馬尼亞的鄉份，位於該國西部，由阿拉德縣負責管轄，面積28平方公里，海拔高度104米，2011年人口1,635，人口密度每平方公里60人。